# Coppa di Grecia 2024-2025 (pallacanestro maschile)
La Coppa di Grecia 2024-2025 è la 50ª Coppa di Grecia di pallacanestro maschile.

## Squadre
Partecipano le 90 squadre iscritte alla Elite League, B Ethniki e C Ethniki più le migliori sette squadre classificatesi al termine del girone di andata della Basket League 2024-2025. Le squadre della Elite League entrano in gioco nella fase B, mentre quelle della Basket League entrano in gioco direttamente ai quarti di finale.

## Partite

### Fase A

#### Primo turno

##### C Ethniki
| Squadra 1                   | Risultato | Squadra 2                  |
| --------------------------- | --------- | -------------------------- |
| G.S. Mandraikos             | 65 - 75   | Filathlītikos              |
| Agia Paraskevīs             | 83 - 89   | N.O. Sarōnidas             |
| G.S. Gargalianōn            | 78 - 66   | Ermīs Argyroupolīs         |
| A.O. Achaias Galīnī         | 67 - 68   | G.S. Apollōn Smirnīs       |
| G.S. Kronos Agiou Dīmītriou | 64 - 76   | Akadīmia Mpasket Eleusinas |
| Doukas                      | 77 - 70   | KAO Melissiōn              |
| G.S. Ergotelīs              | 69 - 87   | Dafni Dafniou              |
| Ionios A.S.                 | 86 - 68   | S.K. Nikopolī Prevezas     |
| APS Koupa Kilkis            | 55 - 67   | A.S. Olimpos               |
| Prōteas FO Grevenōn         | 62 - 58   | A.S. Dioskouroi Kozanīs    |
| APS Navarchos Votsīs        | 64 - 68   | A.S. Panorama              |

##### B Ethniki
| Squadra 1          | Risultato | Squadra 2         |
| ------------------ | --------- | ----------------- |
| Ethnikos Livadeias | 58 - 59   | Amyntas           |
| Palaio Faliro      | 63 - 62   | A.O. Dafni        |
| Aigaleō            | 77 - 73   | Apollon Patrasso  |
| Panellīnios        | 52 - 61   | A.O. Aiolos Agias |
| MGS Panserraikos   | 57 - 67   | G.S. Sofadōn      |
| Aias Evosmou       | 20 - 0    | A.S. Trikala      |
| Nikī Volo          | 63 - 68   | Komotinī          |

- Holargos B.C. ammesso direttamente al turno successivo

#### Secondo turno

##### C Ethniki
| Squadra 1            | Risultato | Squadra 2           |
| -------------------- | --------- | ------------------- |
| Dafni Dafniou        | 75 - 54   | Doukas              |
| G.S. Gargalianōn     | 79 - 84   | Filathlītikos       |
| G.S. Apollōn Smirnīs | 77 - 64   | N.O. Sarōnidas      |
| A.S. Panorama        | 51 - 67   | A.S. Olimpos        |
| Ionios A.S.          | 83 - 74   | Prōteas FO Grevenōn |

- Akadīmia Mpasket Eleusinas ammesso direttamente al turno successivo

##### B Ethniki
| Squadra 1         | Risultato | Squadra 2     |
| ----------------- | --------- | ------------- |
| Aigaleō           | 95 - 78   | Holargos B.C. |
| A.O. Aiolos Agias | 72 - 65   | Amyntas       |
| Komotinī          | 76 - 66   | Aias Evosmou  |

- Palaio Faliro e G.S. Sofadōn ammessi direttamente al turno successivo

### Fase B

#### Primo turno
| Squadra 1                  | Risultato | Squadra 2                   |
| -------------------------- | --------- | --------------------------- |
| Īraklīs                    | 76 - 79   | Esperos G.S. Lamias         |
| A.O. Aiolos Agias          | 52 - 88   | A.O. Mykonou                |
| A.S. Vikos Iōanninōn       | 66 - 69   | Ermīs Schīmatari            |
| AEO Prōteas Voulas         | 75 - 85   | Neanikī Estia Megaridos     |
| Ionios A.S.                | 59 - 110  | Aigaleō                     |
| Trikala Basket             | 61 - 73   | Koroivos Amaliadas          |
| Psychiko                   | 85 - 69   | Panerithraikos              |
| Akadīmia Mpasket Eleusinas | 89 - 74   | G.S. Apollōn Smirnīs        |
| G.S. Sofadōn               | 79 - 85   | Xanthi                      |
| A.S. Olimpos               | 48 - 60   | Athlītikos Syllogos Papagou |
| Filathlītikos              | 77 - 68   | Komotinī                    |
| Palaio Faliro              | 55 - 78   | Doxa Lefkadas B.C.          |

- Dafni Dafniou ammesso direttamente al turno successivo

#### Secondo turno
| Squadra 1                   | Risultato | Squadra 2           |
| --------------------------- | --------- | ------------------- |
| Neanikī Estia Megaridos     | 75 - 62   | Esperos G.S. Lamias |
| Filathlītikos               | 80 - 91   | Koroivos Amaliadas  |
| Aigaleō                     | 89 - 65   | Xanthi              |
| Athlītikos Syllogos Papagou | 75 - 72   | Doxa Lefkadas B.C.  |
| Akadīmia Mpasket Eleusinas  | 74 - 85   | Psychiko            |
| Dafni Dafniou               | 59 - 95   | A.O. Mykonou        |

- Ermīs Schīmatari ammesso direttamente al turno successivo

#### Terzo turno
| Squadra 1                   | Risultato | Squadra 2               |
| --------------------------- | --------- | ----------------------- |
| Aigaleō                     | 109 - 100 | Ermīs Schīmatari        |
| Athlītikos Syllogos Papagou | 75 - 66   | Psychiko                |
| Koroivos Amaliadas          | 68 - 75   | Neanikī Estia Megaridos |

- A.O. Mykonou  ammesso direttamente al turno successivo

#### Quarto turno
| Squadra 1                   | Risultato | Squadra 2               |
| --------------------------- | --------- | ----------------------- |
| A.O. Mykonou                | 80 - 84   | Neanikī Estia Megaridos |
| Athlītikos Syllogos Papagou | 81 - 87   | Aigaleō                 |

#### Quinto turno
| Squadra 1               | Risultato | Squadra 2 |
| ----------------------- | --------- | --------- |
| Neanikī Estia Megaridos | 90 - 69   | Aigaleō   |

### Fase C

#### Tabellone
|  | Quarti di finale          | Quarti di finale          | Quarti di finale |               |                | Semifinali     | Semifinali | Semifinali |  |  | Finale | Finale | Finale |  |
|  |                           |                           |                  |               |                |                |            |            |  |  |        |        |        |  |
|  | Promitheas                | Promitheas                | 86               |               |                |                |            |            |  |  |        |        |        |  |
|  | Promitheas                | Promitheas                | 86               |               |                |                |            |            |  |  |        |        |        |  |
|  | Template:Basket Megaridos | Template:Basket Megaridos | 77               |               |                |                |            |            |  |  |        |        |        |  |
|  | Template:Basket Megaridos | Template:Basket Megaridos | 77               |               | Promitheas     | Promitheas     | 73         |            |  |  |        |        |        |  |
|  |                           |                           |                  |               | Promitheas     | Promitheas     | 73         |            |  |  |        |        |        |  |
|  |                           |                           | Panathīnaïkos    | Panathīnaïkos | 91             |                |            |            |  |  |        |        |        |  |
|  | Panathīnaïkos             | Panathīnaïkos             | Panathīnaïkos    | Panathīnaïkos | 91             | 93             |            |            |  |  |        |        |        |  |
|  | Panathīnaïkos             | Panathīnaïkos             |                  |               |                |                |            |            |  |  |        |        |        |  |
|  | Peristeri                 | Peristeri                 | 63               |               |                |                |            |            |  |  |        |        |        |  |
|  | Peristeri                 | Peristeri                 | 63               |               | Panathīnaïkos  | Panathīnaïkos  | 79         |            |  |  |        |        |        |  |
|  |                           |                           |                  |               |                |                |            |            |  |  |        |        |        |  |
|  |                           |                           | Olympiakos       | Olympiakos    | 75             |                |            |            |  |  |        |        |        |  |
|  | PAOK Salonicco            | PAOK Salonicco            | Olympiakos       | Olympiakos    | 75             | 84             |            |            |  |  |        |        |        |  |
|  | PAOK Salonicco            | PAOK Salonicco            |                  |               |                |                |            |            |  |  |        |        |        |  |
|  | AEK Atene                 | AEK Atene                 | 65               |               |                |                |            |            |  |  |        |        |        |  |
|  | AEK Atene                 | AEK Atene                 | 65               |               | PAOK Salonicco | PAOK Salonicco | 75         |            |  |  |        |        |        |  |
|  |                           |                           |                  |               | PAOK Salonicco | PAOK Salonicco | 75         |            |  |  |        |        |        |  |
|  |                           |                           | Olympiakos       | Olympiakos    | 94             |                |            |            |  |  |        |        |        |  |
|  | Olympiakos                | Olympiakos                | Olympiakos       | Olympiakos    | 94             | 71             |            |            |  |  |        |        |        |  |
|  | Olympiakos                | Olympiakos                |                  |               |                |                |            |            |  |  |        |        |        |  |
|  | Karditsas                 | Karditsas                 | 54               |               |                |                |            |            |  |  |        |        |        |  |

#### Quarti di finale
| Candia 12 febbraio 2025, ore 17:00 UTC+2 | Promitheas | 86 – 77 (19-15, 41-28, 65-53) referto | Template:Basket Megaridos | Heraklion Indoor Sports Arena |
| \| \| \| \| \| Walker 33 \| Punti \| 15 Geromichalos \| \| Mpazinas 5 \| Assist \| 5 Tsoukas \| \| Varnado 9 \| Rimbalzi \| 6 Proiskos \| \| Īlias Papatheodōrou \| Allenatori \| Giōrgos Mantalos \| |            |                                       |                           |                               |
| |            |                                       |                           |                               |
| Walker 33 | Punti      | 15 Geromichalos                       |                           |                               |
| Mpazinas 5 | Assist     | 5 Tsoukas                             |                           |                               |
| Varnado 9 | Rimbalzi   | 6 Proiskos                            |                           |                               |
| Īlias Papatheodōrou | Allenatori | Giōrgos Mantalos                      |                           |                               |

| Candia 12 febbraio 2025, ore 20:15 UTC+2 | Panathīnaïkos | 93 – 63 (28-13, 48-26, 71-50) referto | Peristeri | Heraklion Indoor Sports Arena |
| \| \| \| \| \| Osman 15 \| Punti \| 13 Eddie \| \| Nunn 8 \| Assist \| 3 Avdalas, Coffey \| \| Samodurov 8 \| Rimbalzi \| 6 Zougrīs \| \| Ergin Ataman \| Allenatori \| Giōrgos Limniatīs \| |               |                                       |           |                               |
| |               |                                       |           |                               |
| Osman 15 | Punti         | 13 Eddie                              |           |                               |
| Nunn 8 | Assist        | 3 Avdalas, Coffey                     |           |                               |
| Samodurov 8 | Rimbalzi      | 6 Zougrīs                             |           |                               |
| Ergin Ataman | Allenatori    | Giōrgos Limniatīs                     |           |                               |

| Candia 13 febbraio 2025, ore 17:00 UTC+2 | PAOK Salonicco | 84 – 65 (23-18, 41-32, 61-51) referto | AEK Atene | Heraklion Indoor Sports Arena |
| \| \| \| \| \| Henderson 17 \| Punti \| 12 Kuzminskas \| \| Reynolds 7 \| Assist \| 6 Gray \| \| Forrester, Upson 6 \| Rimbalzi \| 6 Hale \| \| Massimo Cancellieri \| Allenatori \| Dragan Šakota \| |                |                                       |           |                               |
| |                |                                       |           |                               |
| Henderson 17 | Punti          | 12 Kuzminskas                         |           |                               |
| Reynolds 7 | Assist         | 6 Gray                                |           |                               |
| Forrester, Upson 6 | Rimbalzi       | 6 Hale                                |           |                               |
| Massimo Cancellieri | Allenatori     | Dragan Šakota                         |           |                               |

| Candia 13 febbraio 2025, ore 20:15 UTC+2 | Olympiakos | 71 – 54 (21-14, 35-27, 53-42) referto | Karditsas | Heraklion Indoor Sports Arena |
| \| \| \| \| \| Vezenkov 19 \| Punti \| 14 Lewis \| \| Fournier, Williams-Goss 5 \| Assist \| 3 Allen, Diplaros \| \| Milutinov 12 \| Rimbalzi \| 7 Kaselakīs \| \| Giōrgos Mpartzōkas \| Allenatori \| Nikos Papanikolopoulos \| |            |                                       |           |                               |
| |            |                                       |           |                               |
| Vezenkov 19 | Punti      | 14 Lewis                              |           |                               |
| Fournier, Williams-Goss 5 | Assist     | 3 Allen, Diplaros                     |           |                               |
| Milutinov 12 | Rimbalzi   | 7 Kaselakīs                           |           |                               |
| Giōrgos Mpartzōkas | Allenatori | Nikos Papanikolopoulos                |           |                               |

#### Semifinali
| Candia 14 febbraio 2025, ore 17:00 UTC+2 | Promitheas | 73 – 91 (17-22, 31-41, 50-63) referto | Panathīnaïkos | Heraklion Indoor Sports Arena |
| \| \| \| \| \| Walker 23 \| Punti \| 17 Mītoglou \| \| Mpazinas 7 \| Assist \| 6 Sloukas \| \| Iwundu 6 \| Rimbalzi \| 9 Mitoglou \| \| Īlias Papatheodōrou \| Allenatori \| Ergin Ataman \| |            |                                       |               |                               |
| |            |                                       |               |                               |
| Walker 23 | Punti      | 17 Mītoglou                           |               |                               |
| Mpazinas 7 | Assist     | 6 Sloukas                             |               |                               |
| Iwundu 6 | Rimbalzi   | 9 Mitoglou                            |               |                               |
| Īlias Papatheodōrou | Allenatori | Ergin Ataman                          |               |                               |

| Candia 14 febbraio 2025, ore 20:15 UTC+2 | PAOK Salonicco | 75 – 94 (17-13, 35-44, 55-66) referto | Olympiakos | Heraklion Indoor Sports Arena |
| \| \| \| \| \| Kreuser 18 \| Punti \| 21 Vezenkov \| \| Reynolds 7 \| Assist \| 5 Williams-Goss \| \| Upson 8 \| Rimbalzi \| 9 Papanikolaou \| \| Massimo Cancellieri \| Allenatori \| Giōrgos Mpartzōkas \| |                |                                       |            |                               |
| |                |                                       |            |                               |
| Kreuser 18 | Punti          | 21 Vezenkov                           |            |                               |
| Reynolds 7 | Assist         | 5 Williams-Goss                       |            |                               |
| Upson 8 | Rimbalzi       | 9 Papanikolaou                        |            |                               |
| Massimo Cancellieri | Allenatori     | Giōrgos Mpartzōkas                    |            |                               |

#### Finale
| Candia 16 febbraio 2025, ore 20:15 UTC+2 | Panathīnaïkos | 79 – 75 (16-21, 30-34, 59-55) referto | Olympiakos | Heraklion Indoor Sports Arena |
| \| \| \| \| \| Nunn, Sloukas 17 \| Punti \| 17 Vezenkov \| \| Sloukas 5 \| Assist \| 6 Williams-Goss \| \| Hernangómez 17 \| Rimbalzi \| 10 Fall \| \| 16 Osman• 22 Grant• 25 Nunn• 32 Gabriel• 41 Hernangómez 0 Kalaitzakīs• 2 Brown• 6 Mōraitīs• 10 Sloukas• 20 Samodurov• 21 Papapetrou• 44 Mītoglou \| Formazioni \| 1 Williams-Goss• 10 Fall• 14 Vezenkov• 16 Papanikolaou• 94 Fournier 3 Mitrou-Long• 5 Larentzakīs• 20 Spartalīs• 22 Dorsey• 25 Peters• 33 Milutinov• 77 McKissic \| \| Ergin Ataman \| Allenatori \| Giōrgos Mpartzōkas \| |               | |            |                               |
| |               | |            |                               |
| Nunn, Sloukas 17 | Punti         | 17 Vezenkov |            |                               |
| Sloukas 5 | Assist        | 6 Williams-Goss |            |                               |
| Hernangómez 17 | Rimbalzi      | 10 Fall |            |                               |
| 16 Osman• 22 Grant• 25 Nunn• 32 Gabriel• 41 Hernangómez 0 Kalaitzakīs• 2 Brown• 6 Mōraitīs• 10 Sloukas• 20 Samodurov• 21 Papapetrou• 44 Mītoglou | Formazioni    | 1 Williams-Goss• 10 Fall• 14 Vezenkov• 16 Papanikolaou• 94 Fournier 3 Mitrou-Long• 5 Larentzakīs• 20 Spartalīs• 22 Dorsey• 25 Peters• 33 Milutinov• 77 McKissic |            |                               |
| Ergin Ataman | Allenatori    | Giōrgos Mpartzōkas |            |                               |